# Sure Know Something
Sure Know Something is een nummer van de Amerikaanse band Kiss, uitgebracht als tweede single van het album Dynasty uit mei 1979. Op 30 september dat jaar werd het nummer op single uitgebracht.
Op de B-kant staat het nummer Dirty Livin. De promotie videoclip werd gefilmd door John Goodhue.

## Achtergrond
De plaat werd wereldwijd een hit, echter was de plaat in thuisland de Verenigde Staten met slechts een 48e positie in de Billboard Hot 100 minder succesvol, evenals met een 47e positie in Canada. In het Verenigd Koninkrijk bereikte de plaat de 44e positie in de UK Singles Chart. In Australië werd de 6e positie bereikt en in Nieuw-Zeeland de 11e positie.
In Nederland werd de plaat veel gedraaid op Hilversum 3 en werd mede hierdoor een gigantische hit in de destijds drie landelijke hitlijsten op de nationale publieke popzender. De plaat bereikte zelfs de 2e positie in de Nationale Hitparade. In de Nederlandse Top 40 werd de 3e positie bereikt en in de TROS Top 50 de 5e positie. In de Europese hitlijst op Hilversum 3, de TROS Europarade, werd de 13e positie bereikt.
In België bereikte de single de 6e positie in zowel de voorloper van de Vlaamse Ultratop 50 als de Vlaamse Radio 2 Top 30. In Wallonië werd géén notering behaald.
Sinds de editie van december 2000 staat de plaat onafgebroken genoteerd in de jaarlijkse NPO Radio 2 Top 2000 van de Nederlandse publieke radiozender NPO Radio 2, met als hoogste notering een 788e positie in 2005.

## Hitnoteringen

### Nederlandse Top 40
| "Sure Know Something" in de Nederlandse Top 40 binnen 28-09-1979 | "Sure Know Something" in de Nederlandse Top 40 binnen 28-09-1979 | "Sure Know Something" in de Nederlandse Top 40 binnen 28-09-1979 | "Sure Know Something" in de Nederlandse Top 40 binnen 28-09-1979 | "Sure Know Something" in de Nederlandse Top 40 binnen 28-09-1979 | "Sure Know Something" in de Nederlandse Top 40 binnen 28-09-1979 | "Sure Know Something" in de Nederlandse Top 40 binnen 28-09-1979 | "Sure Know Something" in de Nederlandse Top 40 binnen 28-09-1979 | "Sure Know Something" in de Nederlandse Top 40 binnen 28-09-1979 | "Sure Know Something" in de Nederlandse Top 40 binnen 28-09-1979 | "Sure Know Something" in de Nederlandse Top 40 binnen 28-09-1979 | "Sure Know Something" in de Nederlandse Top 40 binnen 28-09-1979 | "Sure Know Something" in de Nederlandse Top 40 binnen 28-09-1979 |
| Week                                                             | 1                                                                | 2                                                                | 3                                                                | 4                                                                | 5                                                                | 6                                                                | 7                                                                | 8                                                                | 9                                                                | 10                                                               | 11                                                               |                                                                  |
| ---------------------------------------------------------------- | ---------------------------------------------------------------- | ---------------------------------------------------------------- | ---------------------------------------------------------------- | ---------------------------------------------------------------- | ---------------------------------------------------------------- | ---------------------------------------------------------------- | ---------------------------------------------------------------- | ---------------------------------------------------------------- | ---------------------------------------------------------------- | ---------------------------------------------------------------- | ---------------------------------------------------------------- | ---------------------------------------------------------------- |
| Positie                                                          | 31                                                               | 16                                                               | 11                                                               | 7                                                                | 6                                                                | 4                                                                | 3                                                                | 5                                                                | 6                                                                | 17                                                               | 27                                                               | uit                                                              |

### Nationale Hitparade
| "Sure Know Something" in de Nationale Hitparade binnen: 06-10-1979 | "Sure Know Something" in de Nationale Hitparade binnen: 06-10-1979 | "Sure Know Something" in de Nationale Hitparade binnen: 06-10-1979 | "Sure Know Something" in de Nationale Hitparade binnen: 06-10-1979 | "Sure Know Something" in de Nationale Hitparade binnen: 06-10-1979 | "Sure Know Something" in de Nationale Hitparade binnen: 06-10-1979 | "Sure Know Something" in de Nationale Hitparade binnen: 06-10-1979 | "Sure Know Something" in de Nationale Hitparade binnen: 06-10-1979 | "Sure Know Something" in de Nationale Hitparade binnen: 06-10-1979 | "Sure Know Something" in de Nationale Hitparade binnen: 06-10-1979 | "Sure Know Something" in de Nationale Hitparade binnen: 06-10-1979 | "Sure Know Something" in de Nationale Hitparade binnen: 06-10-1979 | "Sure Know Something" in de Nationale Hitparade binnen: 06-10-1979 | "Sure Know Something" in de Nationale Hitparade binnen: 06-10-1979 |
| Week                                                               | 1                                                                  | 2                                                                  | 3                                                                  | 4                                                                  | 5                                                                  | 6                                                                  | 7                                                                  | 8                                                                  | 9                                                                  | 10                                                                 | 11                                                                 | 12                                                                 |                                                                    |
| ------------------------------------------------------------------ | ------------------------------------------------------------------ | ------------------------------------------------------------------ | ------------------------------------------------------------------ | ------------------------------------------------------------------ | ------------------------------------------------------------------ | ------------------------------------------------------------------ | ------------------------------------------------------------------ | ------------------------------------------------------------------ | ------------------------------------------------------------------ | ------------------------------------------------------------------ | ------------------------------------------------------------------ | ------------------------------------------------------------------ | ------------------------------------------------------------------ |
| Positie                                                            | 37                                                                 | 2                                                                  | 4                                                                  | 3                                                                  | 6                                                                  | 6                                                                  | 6                                                                  | 11                                                                 | 15                                                                 | 19                                                                 | 18                                                                 | 27                                                                 | uit                                                                |

### TROS Top 50
Hitnotering: 27-09-1979 t/m 13-12-1979. Hoogste notering: #5 (4 weken).

### TROS Europarade
Hitnotering: 11-11-1979 t/m 02-12-1979. Hoogste notering: #13 (2 weken).

### NPO Radio 2 Top 2000
| Nummer met noteringen in de NPO Radio 2 Top 2000 | '00  | '01 | '02 | '03 | '04  | '05 | '06  | '07  | '08  | '09  | '10  | '11  | '12  | '13  | '14  | '15  | '16  | '17  | '18  | '19  | '20  | '21  | '22  | '23  | '24  |
| ------------------------------------------------ | ---- | --- | --- | --- | ---- | --- | ---- | ---- | ---- | ---- | ---- | ---- | ---- | ---- | ---- | ---- | ---- | ---- | ---- | ---- | ---- | ---- | ---- | ---- | ---- |
| Sure Know Something                              | 1082 | 824 | 926 | 830 | 1033 | 788 | 1405 | 1505 | 1137 | 1376 | 1407 | 1542 | 1600 | 1287 | 1194 | 1398 | 1583 | 1441 | 1533 | 1514 | 1450 | 1546 | 1480 | 1586 | 1706 |

1. ↑  Een vetgedrukt getal geeft de hoogste notering aan.
2. ↑  2000 was het eerste jaar met een notering voor dit nummer.